# آتش‌بس (فیلم ۱۹۷۴)
آتش‌بس (اسپانیایی: La tregua‎) فیلمی آرژانتینی به کارگردانی سرخیو رنان است که در سال ۱۹۷۴ منتشر شد.